# 2894 Kakhovka
2894 Kakhovka eller 1978 SH5 är en asteroid i huvudbältet som upptäcktes den 27 september 1978 av den ryska astronomen Ljudmila Tjernych vid Krims astrofysiska observatorium på Krim. Den har fått sitt namn efter den ukrainska staden Kachovka.
Asteroiden har en diameter på ungefär 8 kilometer och den tillhör asteroidgruppen Themis.